# Comastoma nanum
Comastoma nanum är en gentianaväxtart som först beskrevs av Wulf., och fick sitt nu gällande namn av Hideo Toyokuni. Comastoma nanum ingår i släktet lappgentianor, och familjen gentianaväxter. Inga underarter finns listade i Catalogue of Life.